# Венеційська затока
Венеційська затока (італ. Golfo di Venezia), затока Адріатичного моря. Розділена між Італією, Словенією і Хорватією. Розташована між півостровом Істрія і дельтою річки По. Річка Тагліменто впадає також .
- Глибина до 34 м.[1]

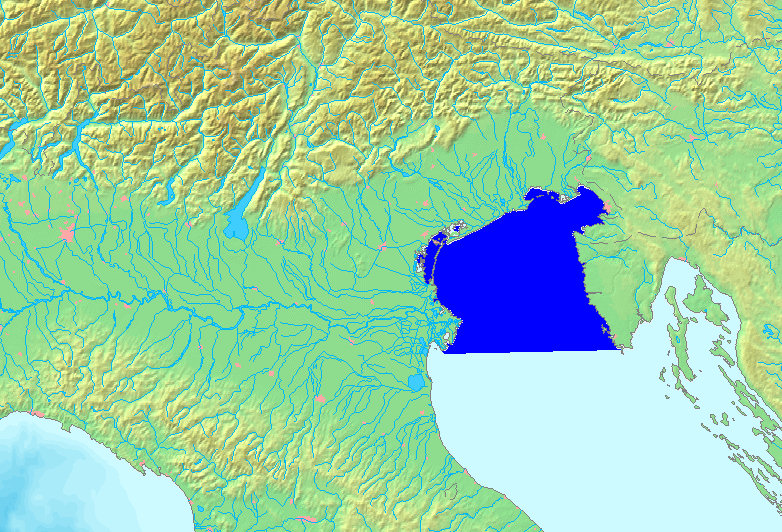
Венеційська затока — позначена темносинім

- Середня річна температура води 14°С,
- Солоність до 35%.

Припливи неправильні півдобові, їх висота 1,2 м.
На північному заході є Трієстська затока.
Основні порти — Венеція, Трієст.